# Hyperthaema sanguineata
Hyperthaema sanguineata är en fjärilsart som beskrevs av Walker 1865. Hyperthaema sanguineata ingår i släktet Hyperthaema och familjen björnspinnare. Inga underarter finns listade i Catalogue of Life.